# Living Is Easy with Eyes Closed
Living Is Easy with Eyes Closed (spanska: Vivir es fácil con los ojos cerrados) är en spansk dramakomedi från 2013 i regi av David Trueba.

## Utmärkelser
Filmen vann sex Goyapriser 2014, inklusive priset för bästa film.

## Rollista i urval
- Javier Cámara - Antonio
- Natalia de Molina - Belén
- Francesc Colomer - Juanjo
- Jorge Sanz - Juanjos far
- Ariadna Gil - Juanjos mor
- Ramon Fontserè - Ramón